# Évaluation complémentaire de sûreté
L’évaluation complémentaire de sûreté est, en France, un réexamen de sûreté ciblé sur les problématiques soulevées par l'accident nucléaire de Fukushima, à savoir la résistance de l'installation nucléaire à des phénomènes naturels extrêmes mettant à l’épreuve les fonctions de sûreté des installations et conduisant à un accident grave. Cette démarche s'inscrit dans le cadre de la réalisation de tests de résistances de sûreté (stress tests) demandée par le Conseil européen lors de sa réunion des 24 et 25 mars 2011.
Cette évaluation permettra de vérifier le dimensionnement de l'installation, d'apprécier sa robustesse pour résister à des sollicitations supérieures à celles pour lesquelles elle a été dimensionnée et de définir des éventuelles modifications.
L’Autorité de sûreté nucléaire notifie le cahier des charges aux exploitants le 5 mai 2011. Ceux-ci doivent produire une note méthodologique pour le 1er juin et un rapport d'auto-évaluation pour le 15 septembre 2011. L’ASN avec l'appui technique de l’IRSN devait ensuite produire un rapport d'analyse pour le 15 novembre 2011.

## Contexte
Le 11 mars 2011, un séisme de magnitude 9 déclenche un tsunami qui dévaste la côte Pacifique du Tōhoku au Japon et provoque l'accident nucléaire de Fukushima : la centrale nucléaire est endommagée, provoquant un défaut de refroidissement, des fusions de cœur dans plusieurs réacteurs puis des ruptures de confinement et d'importants rejets radioactifs. Les conséquences de la catastrophe nucléaire et l'intense couverture médiatique de l'évolution de la situation ont relancé le débat sur l’utilisation de l’énergie nucléaire dans de nombreux pays de l’Union européenne, dont l’Allemagne, la Belgique, la France et l’Italie.
Le mardi 15 mars, en écho aux annonces du Premier ministre français à l'Assemblée nationale qui en appelle surtout à la solidarité, Günther Oettinger, commissaire européen  à l'énergie, affirme que l'Union européenne s'est mise d'accord pour engager l'organisation avant la fin de l'année de tests de résistances européens pour toutes les centrales européennes, dans l'optique d'une réévaluation des risques et d'un durcissement des normes de sécurité. Les 24 et 25 mars, la Commission européenne émet formellement la demande de réalisation de tests de résistance pour l'ensemble des installations nucléaires sur la base d'un cahier des charges à définir.  Ces opérations seront réalisées sur la base du volontariat et devraient être menées par des experts indépendants communs, en cours de l'année 2011 et leurs conclusions devront par ailleurs être rendues publiques,.
Dans ce cadre et à la suite de la demande du Premier ministre en date du 23 mars 2011, l'Autorité de Sûreté nucléaire confirme le 28 mars 2011 son accord pour la réalisation d’un audit de la sûreté des installations nucléaires françaises au regard des évènements de Fukushima en application de l’article 8 de la loi n°2006-686 du 13 juin 2006 relative à la transparence et à la sécurité en matière nucléaire (loi TSN).

## Cahier des charges
Le cahier des charges de ces évaluations, élaboré par l’Autorité de sûreté nucléaire (ASN), est approuvé par le  Haut Comité pour la transparence et l’information sur la sécurité nucléaire  (HCTISN) le 3 mai 2011 et est notifié aux exploitants le 5 mai.
Les domaines analysés sont ceux définis dans le cahier des charges européen à savoir la résistance de la centrale à un séisme majeur, à une inondation extrême, à d'autres aléas naturels extrêmes, à une perte d'alimentation électrique, des systèmes de refroidissement ou du confinement et la capacité de l'exploitant à gérer un accident grave. Le cahier des charges français, établi par l'ASN, comprend aussi l'analyse des modalités de gestion des prestataires par l'exploitant.

## Installations concernées
L'ASN décide de faire porter les évaluations complémentaires de sûreté sur toutes les installations nucléaires susceptibles de présenter des risques en cas d'évènements de même nature que ceux de Fukushima, et non pas seulement sur les réacteurs de puissance. Ce sont ainsi 150 installations qui sont concernées et pas uniquement les 58 réacteurs de puissance. Treize exploitants sont ainsi concernés par la démarche. Les audits se répartiront sur les années 2011 et 2012 selon le calendrier suivant.

## Calendrier
À la suite de la transmission du cahier des charges par l'ASN, les exploitants devaient ensuite fournir une note méthodologique pour le 1er juin 2011 et un premier rapport au plus tard le 15 septembre 2011. L’ASN avec l'appui technique de l’IRSN devaient ensuite produire un rapport d'analyse pour le 15 novembre 2011.

## Conclusions relatives aux réacteurs de puissance

### Conclusions de l'exploitant
Les rapports des différents sites ont été communiqués par EDF à l'ASN qui les a rendu publics le 15 septembre 2011. Les principales dispositions génériques proposées par l'exploitant, en complément du traitement des écarts par rapport au référentiel en vigueur, sont les suivantes :
- La mise en place d'un dispositif autonome de pompage direct dans la nappe phréatique pour permettre une réalimentation des générateurs de vapeur, le circuit primaire ou la piscine de désactivation;
- Le renforcement de la robustesse des turbopompes d'alimentation des générateurs de vapeur,
- La mise en place d'un Diesel supplémentaire d'ultime secours (DUS) par tranche, robuste aux inondations et séismes;
- La mise en place au niveau national d'un Force d'Action Rapide Nucléaire (FARN) capables d'épauler voire de remplacer les équipes de crise locales et de rétablir et pérenniser le refroidissement des réacteurs;
- L'étude du renforcement de la robustesse au séisme des dispositifs de filtration des rejets lors de la dépressurisation de l'enceinte.

En outre pour assurer localement un maintien des capacités de commandement en cas de crise, EDF propose d'étudier le caractère opérationnel du bâtiment de sécurité actuel en cas de séisme majeur, étudier un bâtiment de gestion de crise de proximité et enfin étudier une base arrière à quelques kilomètres du site. La réalisation de ces différentes actions s'étalerait entre 2012 et 2020, voire au-delà pour les actions de long terme.